# Наволок (Кичменгский сельсовет)
Наволок — деревня в Кичменгско-Городецком районе Вологодской области.
Входит в состав Кичменгского сельского поселения, с точки зрения административно-территориального деления — в Кичменгский сельсовет.
Расстояние по автодороге до районного центра Кичменгского Городка составляет 15 км, до центра муниципального образования Кичменгского Городка — 15 км. Ближайшие населённые пункты — Берликово, Падерино, Маслово, Заверкино, Помеловка.
Население по данным переписи 2002 года — 35 человек (16 мужчин, 19 женщин). Всё население — русские.